# Marko Stanković (cyclisme)
Pour les articles homonymes, voir Marko Stanković et Stanković.
Marko Stanković, né le 8 juillet 1988, est un coureur cycliste serbe.

## Palmarès et résultats

### Palmarès par année
- 2011
  - 5e étape du Tour du Chiapas
  - 3e du championnat de Serbie sur route
- 2014
  -  Champion des Balkans sur route
  - Tour d'Albanie :
    - Classement général
    - 6e étape
- 2015
  - Tour d'Albanie :
    - Classement général
    - 2e, 5e et 6e étapes

  - 2e du Tour of Vojvodina
- 2021
  - 2e étape du Tour d'Albanie
- 2023
  -  Champion de Serbie du critérium

### Classements mondiaux
| Année            | 2011 | 2012 | 2013 | 2014 | 2015 | 2016 | 2017   |
| ---------------- | ---- | ---- | ---- | ---- | ---- | ---- | ------ |
| UCI America Tour |      | 269e |      |      |      |      |        |
| UCI Europe Tour  | 605e | nc   | 699e |      | 769e |      | 1 830e |